# Eldetal
Eldetal ist eine Gemeinde im Südwesten des Landkreises Mecklenburgische Seenplatte in Mecklenburg-Vorpommern, die am 26. Mai 2019 durch den Zusammenschluss der Gemeinden Grabow-Below, Massow, Wredenhagen und Zepkow entstand. Die Gemeinde wird vom Amt Röbel-Müritz mit Sitz in der Stadt Röbel/Müritz verwaltet.

## Geografie

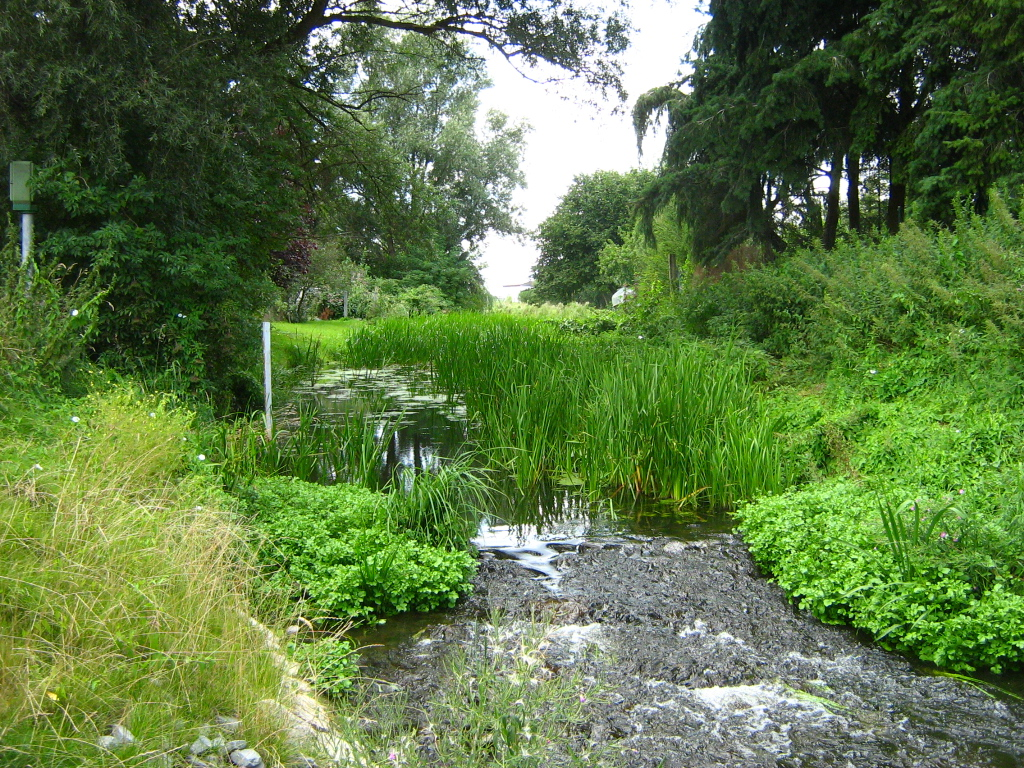
Elde in Wredenhagen

Die Gemeinde liegt im Süden der Mecklenburgischen Seenplatte zwischen Röbel/Müritz und Wittstock/Dosse an der Landesgrenze zu Brandenburg. Durch das Gemeindegebiet fließt die obere Elde, die Namensgeberin der Gemeinde ist, in Richtung Müritz. Mit dem Massower See (113 Hektar) und dem Mönchsee (91 Hektar) gibt es zwei größere Seen innerhalb der Gemeinde. Der Mönchsee liegt inmitten eines gleichnamigen Naturschutzgebietes, das von einem Aussichtsturm in Mönchshof eingesehen werden kann.
Zu Eldetal gehören die Ortsteile Evchensruh, Grabow-Below, Massow, Neukrug, Wredenhagen und Zepkow sowie die Wohnplätze Kornhorst und Mönchshof.

## Geschichte
Am 17. Dezember 2018 unterzeichneten die Bürgermeister der vier Gemeinden den Gebietsänderungsvertrag, der unter anderem auch den Namen der neuen Gemeinde festlegte. Die neue Gemeinde entstand zum Tag der Kommunalwahlen in Mecklenburg-Vorpommern 2019.

## Politik

### Gemeindevertretung und Bürgermeister
Der Gemeinderat besteht (inkl. Bürgermeister) aus zehn Mitgliedern. Die Wahl zum Gemeinderat am 26. Mai 2019 hatte folgende Ergebnisse:
| Partei/Bewerber              | Prozent | Sitze |
| ---------------------------- | ------- | ----- |
| Wählergruppe für Wredenhagen | 34,54   | 3     |
| Freie Liste Zepkow           | 28,23   | 3     |
| Wählergruppe Grabow-Below    | 19,18   | 2     |
| Freie Wählergruppe Massow    | 15,87   | 2     |

Bürgermeister der Gemeinde ist Manfred Pitann, er wurde mit 75,84 % der Stimmen gewählt.

### Wappen, Flagge, Dienstsiegel
Die Gemeinde verfügt über kein amtlich genehmigtes Hoheitszeichen, weder Wappen noch Flagge. Als Dienstsiegel wird das kleine Landessiegel mit dem Wappenbild des Landesteils Mecklenburg geführt. Es zeigt einen hersehenden Stierkopf mit abgerissenem Halsfell und Krone und der Umschrift „GEMEINDE ELDETAL“.

## Sehenswürdigkeiten
Zu den Sehenswürdigkeiten der Gemeinde Eldetal zählt die Burg Wredenhagen, die im 13. Jahrhundert erstmals erwähnt wurde und deren Innenhof für verschiedene kulturelle Zwecke genutzt wird. Die Anlage beherbergt neben der Freien Burgschule Wredenhagen auch eine Jagd- und eine Heimatstube.
Darüber hinaus gibt es die Kirche Wredenhagen aus der zweiten Hälfte des 18. Jahrhunderts, die im Inneren im Wesentlichen original ausgestattet ist und eine Lütkemüller-Orgel von 1860 hat, die Dorfkirche Massow aus Feld- und Backsteinen, die Grabower Kirche aus dem 19. Jahrhundert im neogotischen Stil sowie die Dorfkirche in Zepkow, ein Backsteinbau auf altem Feldsteinsockel mit einem Holzturm von 1775.
In Massow befindet sich eine denkmalgeschützte Gutsanlage mit Gutshaus und Park. Südlich von Below, schon auf dem Gebiet von Wittstock/Dosse, liegt die Gedenkstätte Todesmarsch im Belower Wald.

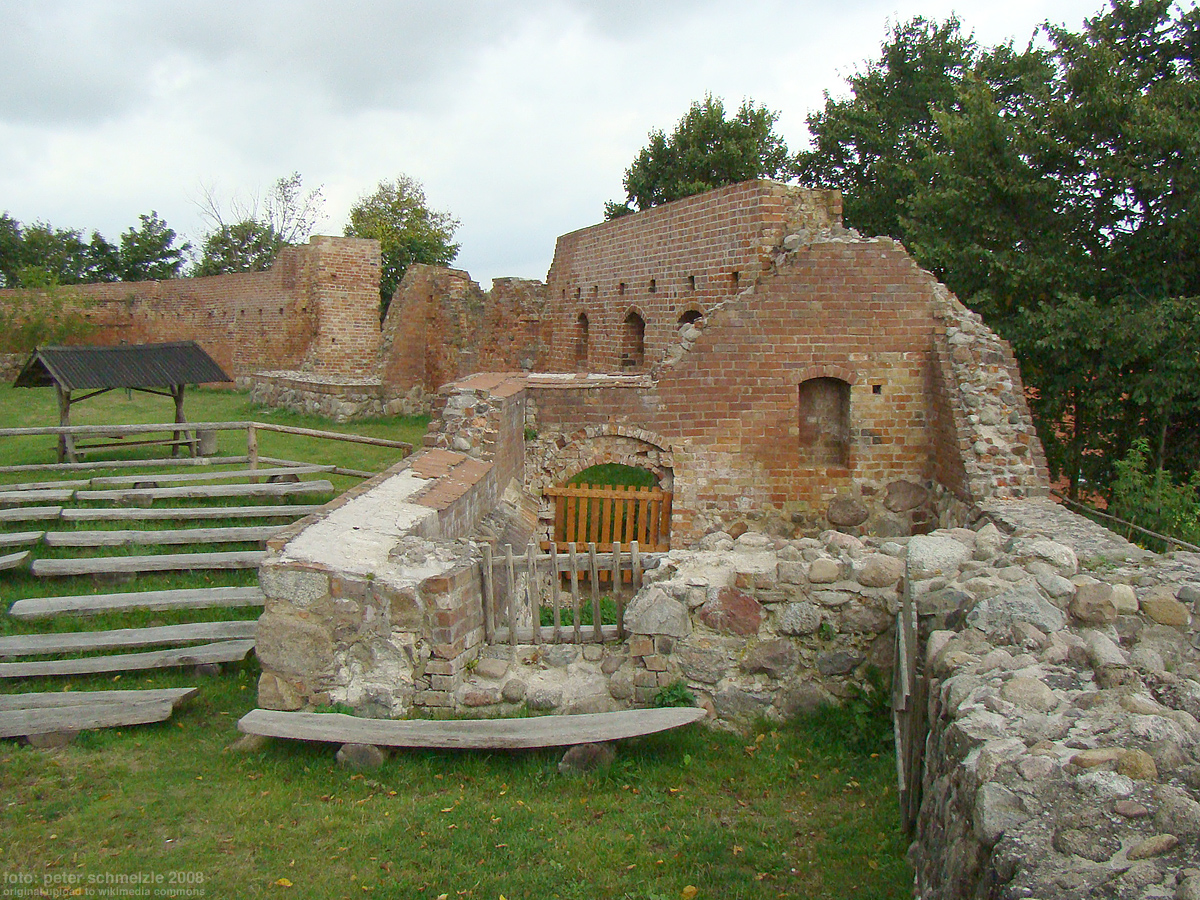
Umfassungsmauern der Burg
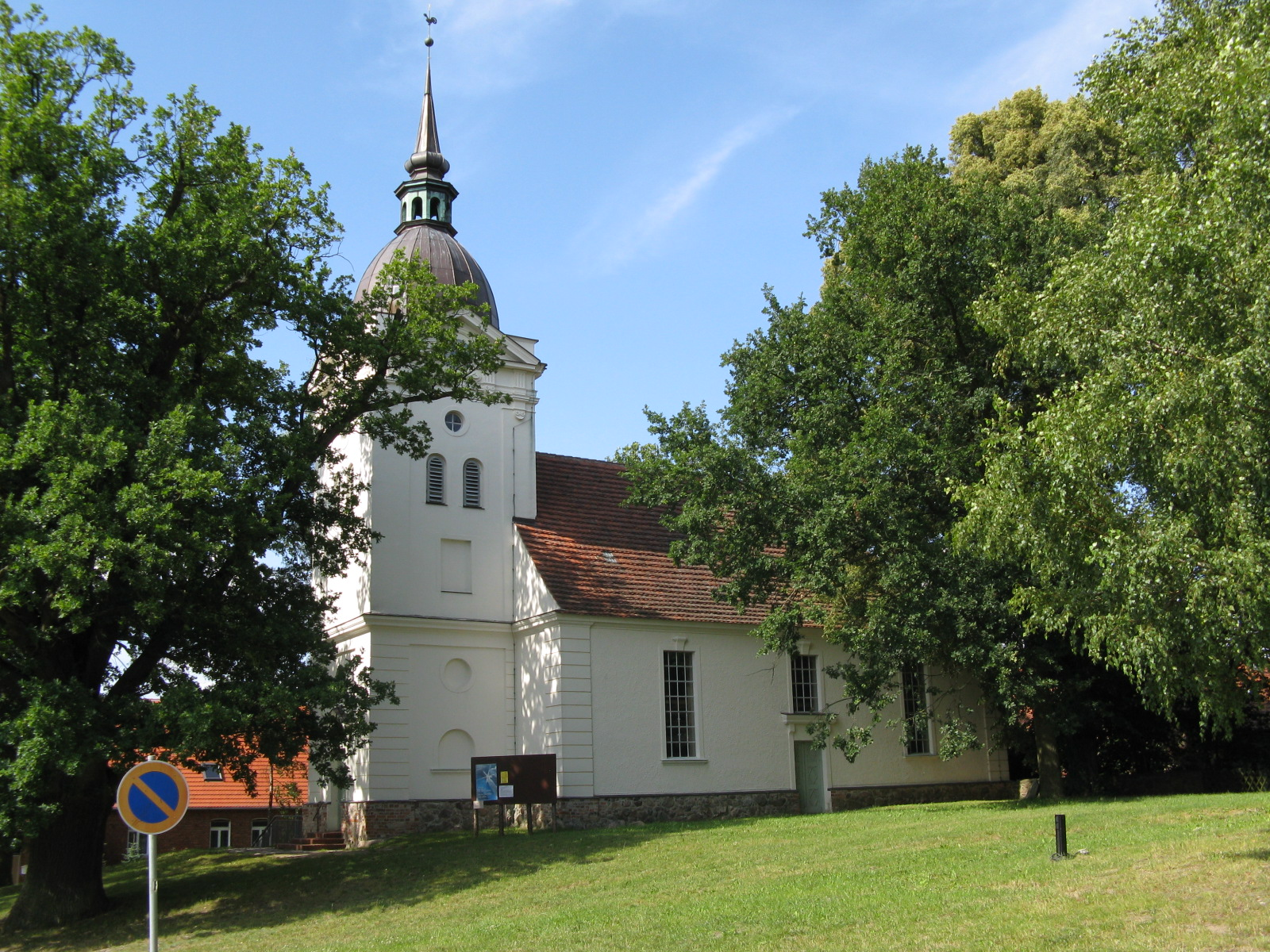
Kirche Wredenhagen
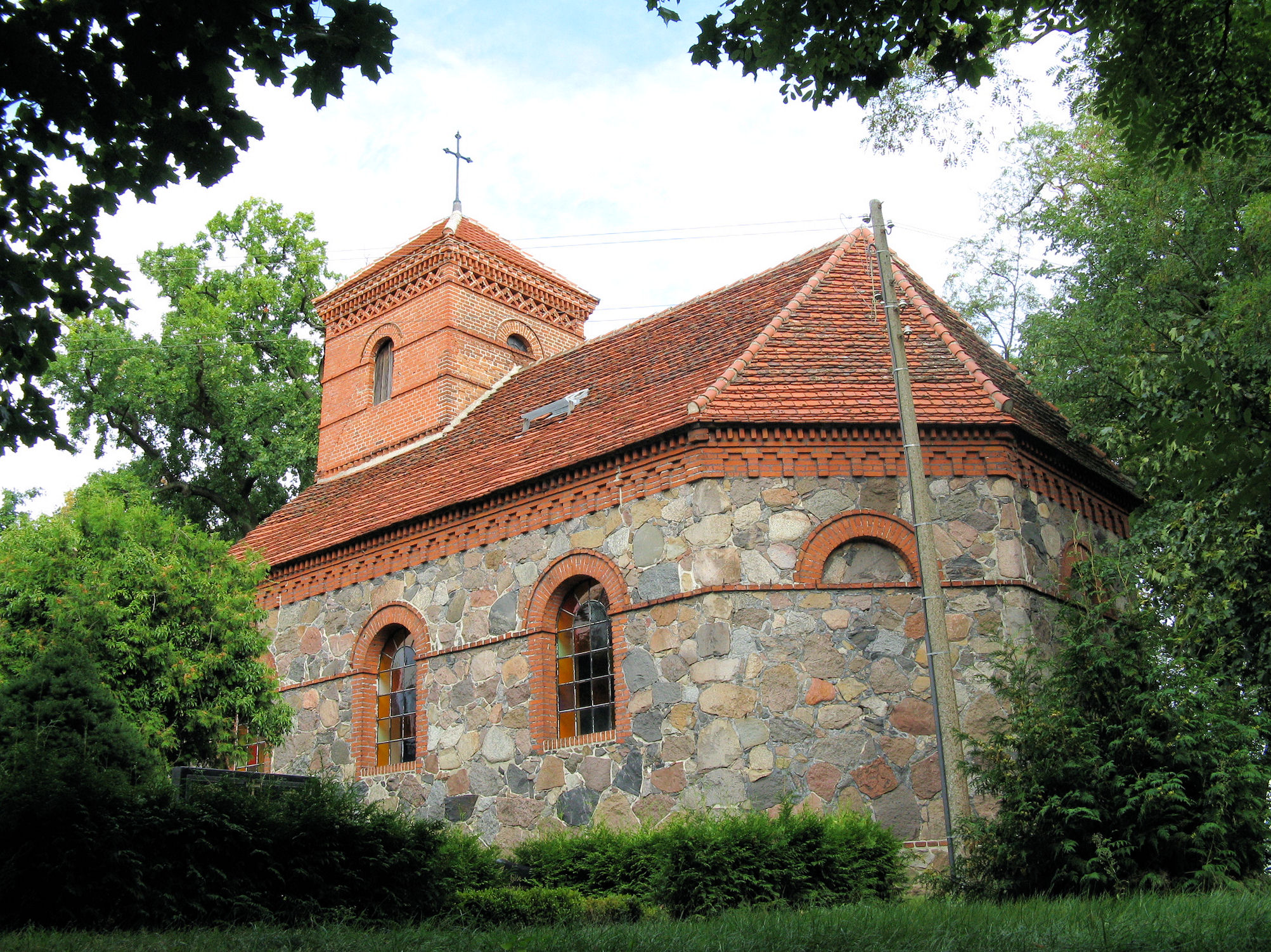
Dorfkirche Massow
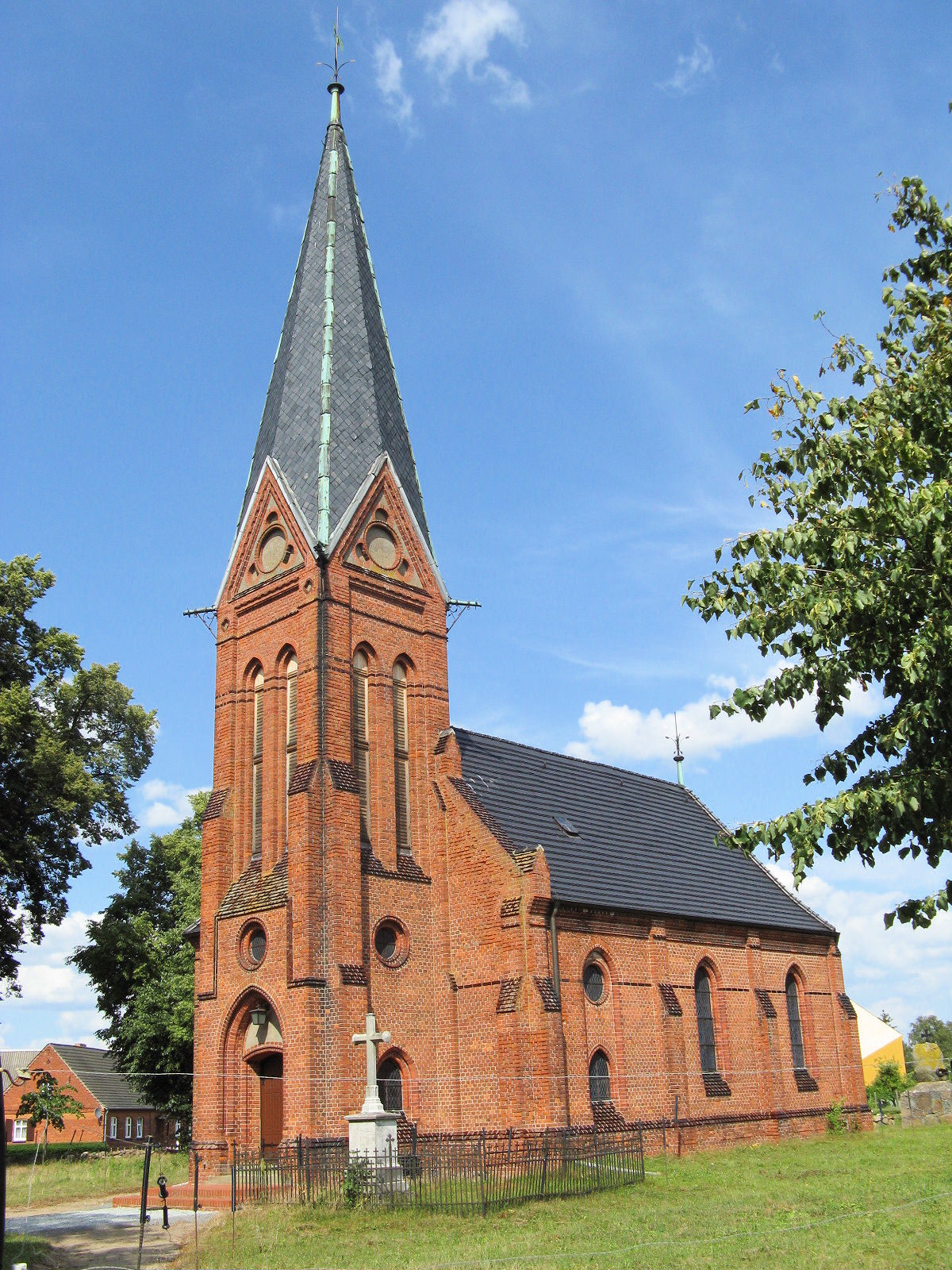
Dorfkirche Below
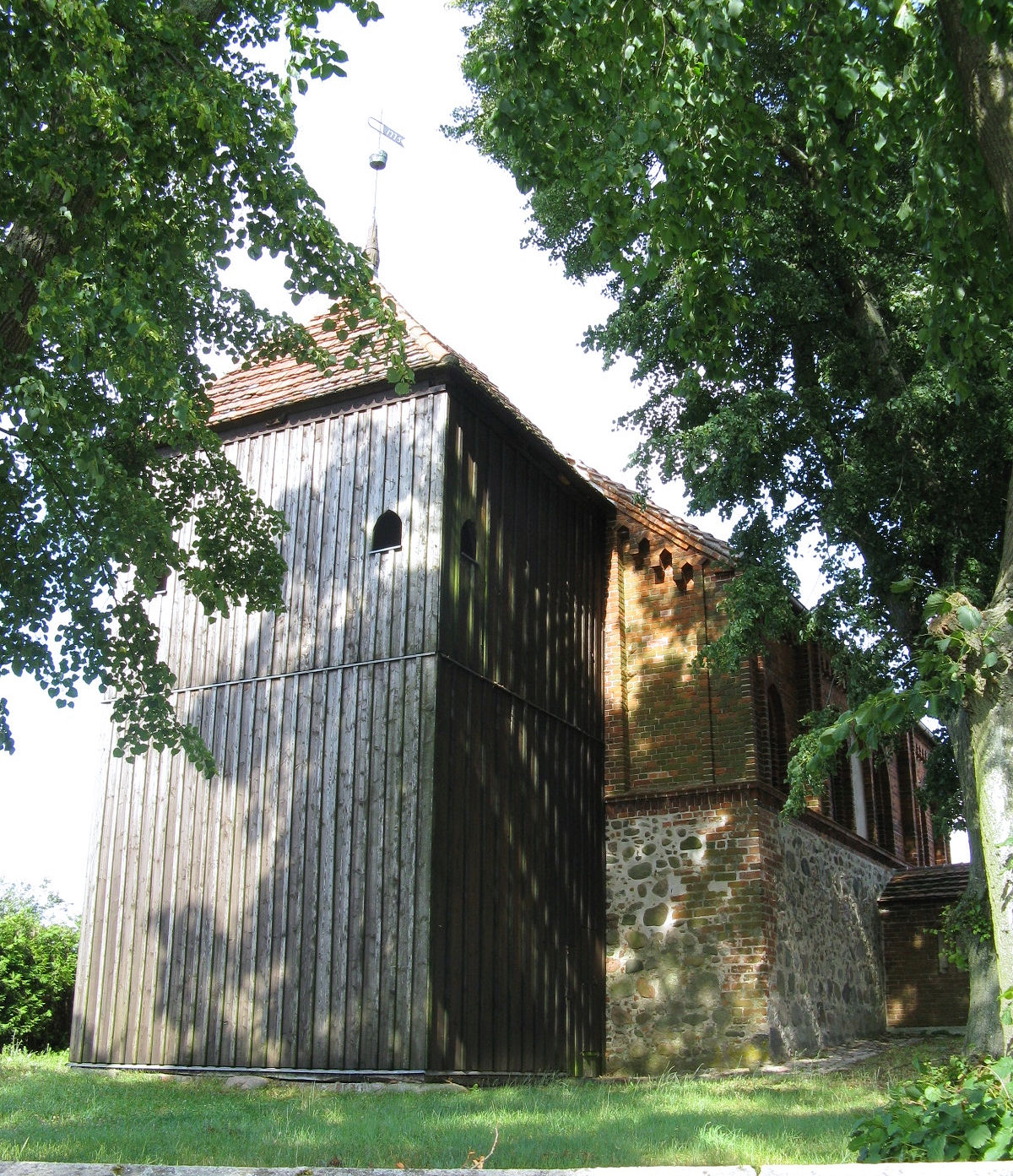
Dorfkirche Zepkow

## Verkehr
Die Bundesautobahn 19 (Berlin–Rostock) führt mitten durch das Gemeindegebiet, die nächsten Anschlussstellen sind Röbel/Müritz im Norden und Wittstock/Dosse im Süden. Der Autobahnrastplatz Eldetal liegt nahe der Brücke über die Elde. Die parallel zur Autobahn verlaufende Landesstraße 24 von Röbel/Müritz nach Wittstock/Dosse durchquert Wredenhagen. Der nächsten Bahnhöfe befinden sich in Wittstock/Dosse bzw. Meyenburg.